# Исчезающая ложка, или Удивительные истории из жизни периодической таблицы Менделеева
Исчезающая ложка, или Удивительные истории из жизни периодической таблицы Менделеева (англ. The Disappearing Spoon: And Other True Tales of Madness, Love, and the History of the World from the Periodic Table of the Elements) — книга 2010 года научного публициста и писателя Сэма Кина, исполненная в жанре нон-фикшен. Книга была впервые опубликована в твёрдом переплете 12 июля 2010 года издательством Little, Brown and Company и выпущена в мягкой обложке 6 июня 2011 года.
Книга посвящена истории периодической таблицы Менделеева в виде коротких рассказов, показывающих, как ряд химических элементов повлиял на их первооткрывателей, как в хорошем, так и в плохом смысле. В книге обсуждаются физик и химик Мария Кюри, открытие которой почти разрушило её карьеру; писатель Марк Твен, в рассказе которого «Продан сатане» изображён дьявол, сделанный из радия и одетый в костюм из полония; и физик-теоретик Мария Гёпперт-Майер, получившая Нобелевскую премию по физике за свою новаторскую работу, но постоянно сталкивалась с противодействием из-за своего пола; Дмитрий Иванович Менделеев — с его непростой доро́гой в науку, а затем и к  открытию периодической системы химических элементов.

## Содержание

### Глава 1. География элементов
Сэм Кин начинает книгу с объяснения основ периодической таблицы Менделеева и того, как она работает. Он объясняет, как устроена таблица и почему она устроена именно так. Он подчеркивает важность её организации и обосновывает, почему так должно быть. Он рассуждает, как периодическая таблица Менделеева лишилась бы функциональности, если бы не её логически организованная структура. Он утверждает, что положение элемента описывает его функцию и силу. Сэм описывает таблицу элементов как замок, а элементы как кирпичи, чтобы построить этот замок. Затем автор обсуждает, как периодическая таблица содержит металлы, газы, благородные газы, галогены и т. д., и как они организованы в ней.
Кин также обсуждает, как в целом работают ионы. Он описывает, как образуются ионы, когда атомы соединяются с электронами, либо отдавая электроны, либо передавая электроны другой молекуле, чтобы получить чистый электрический заряд. Он заявляет о важности чистого электрического заряда у элементов и положении в таблице Менделеева. Кин описывает поведение электронов как ориентир для формирования периодической таблицы. В конце этой главы Сэм говорит о Марии Гёпперт-Майер и её вкладе в науку.

### Глава 2. Отцы таблицы Менделеева
Автор акцентирует внимание на взаимосвязи углерода, кремния и германия. Он объясняет, как углерод является основой аминокислот и строительными блоками всего. Кин описывает, что из-за углерода все аминокислоты сцепляются друг с другом. Затем автор описывает элемент углерода и то, как он хочет заполнить свой внешний энергетический уровень восемью электронами, чтобы присоединиться к четырём атомам, поскольку углерод уже имеет четыре атома.
Далее Кин описывает кремний. В общем, автор заявляет, что эти элементы — двоюродные братья, потому что кремний имитирует углерод в том смысле, что он также стремится присоединиться к ещё четырём атомам, чтобы заполнить свои энергетические уровни. Большая проблема, с которой сталкивается кремний, заключается в том, что кремний не обладает способностью поддерживать жизнь, как углерод, присоединяться к кислороду. Двуокись кремния может быть смертельной, а двуокись углерода — нет. Далее в этой главе Кин начинает описывать германий и его сходство с кремнием. Оба эти элемента являются полупроводниками и поэтому могут быть использованы в технологических целях. Сэм Кин описывает германий как «паршивую овцу в семье», потому что в этой технологии вместо германия используется кремний. К несчастью для германия, кремний гораздо лучше подходил для использования в электронике и нашёл применение, когда люди отправлялись на Луну, а также при производстве компьютеров и сотовых телефонов.

### Глава 3. Все в семье: генеалогия элементов
Автор исследует Роберта Бунзена и его историю. Бунзен питал страсть к мышьяку, но взрыв оставил его полуслепым на всю оставшуюся жизнь, и поэтому он создал горелку Бунзена. Кин рассказывает о многих людях, которые внесли свой вклад в периодическую систему, в том числе Дмитрия Менделеева, человека, создавшего первую периодическую таблицу элементов. Он поместил 62 известных элемента в столбцы и строки, но он был не единственным ученым, который попытался это сделать. Юлиус Лотар Мейер также работал над своей собственной периодической таблицей. Менделеев оставил пробелы в своей таблице, где находятся лантаноиды, потому что он не знал, какие элементы должны туда попасть. Позже недостающие элементы были обнаружены в карьере Иттербю в Швеции. Такие исследователи, как Юхан Гадолин, выделили кластеры лантаноидов вместе со многими учеными, которые совершили поездку в Иттербю, чтобы найти недостающие элементы. Всего было обнаружено семь элементов-лантаноидов, шесть из которых были предсказаны таблицей элементов Менделеева.

### Глава 4. Откуда берутся атомы: «Мы все звёзды»
Автор рассказывает о теориях происхождения элементов и обсуждает теорию большого взрыва и то, как все элементы были созданы. Затем он обсуждает путаницу в отношении Большого взрыва, вызванную исследованиями звёзд, и то, что определённые элементы обнаруживаются только в звёздах. Кин утверждает, что учёные сбиты с толку из-за того, что молодые звёзды содержат только гелий и водород, в то время как более старые звезды содержат десятки элементов. Затем он объясняет знаменитую статью 1957 года под названием B2FH, в которой объясняются звёзды и их элементы. Он резюмирует этот документ, а затем объясняет элементы Земли, сверхновые звёзды, нашу Солнечную систему, образование газовых гигантов и формирование каменистых планет.

### Глава 5. Элементы во время войны
Кин рассуждает об участии элементов в химической войне в Первой и Второй мировых войнах. Кин кратко описывает войны и их начало, вспоминая ещё Троянскую войну.
Несмотря на то, что все развитые в научном отношении страны, за исключением США, подписали в 1899 году Гаагскую конвенцию о запрещении химического оружия на войне, договор был нарушен. Страны тайно исследовали использование брома и хлора.
В конце главы Кин повествует о Фрице Габере, который разработал аммиак, чтобы помочь сельскому хозяйству и предотвратить смерть людей от голода, но вместо этого аммиак использовался, чтобы помочь Германии создать азотные взрывчатые вещества. Автор описывает влияние, которое это оказало на жизнь и семью Фрица. Ближе к концу этой главы Кин рассказывает, что предприняли страны, чтобы получить элементы для оружия и убийства.

### Глава 6. Завершение таблицы.. со взрывом
Эту главу Кин начинает с обсуждения Генри Мозли, который был известен тем, что обнаружил математическую связь между длинами волн рентгеновских лучей, числом протонов в элементе и атомным номером элемента. Он также построил электронную пушку, которая помогла сортировать радиоактивные элементы, что также позволило опровергнуть вновь обнаруженные элементы. Мозли был убит в бою во время Первой мировой войны, и его смерть заставила учёных искать недостающие элементы, о которых он говорил. Таблица Менделеева расширялась по мере открытия новых элементов. Следуя хронологии, Кин также рассказал, как был открыт нейтрон, и как люди заинтересовались радиоактивностью и начали проводить её исследования. Исследования радиоактивности привели к развитию Манхэттенского проекта наряду с надеждами на создание атомной бомбы. Манхэттенский проект в сочетании с методом Монте-Карло оказался успешным, и удалось создать атомные бомбы. Дальнейшее развитие метода привело к созданию гамма-радиационных бомб. Кин завершает главу, объясняя, как ветераны Манхэттенского проекта придумали бомбы с использованием кобальта, способные уничтожить человечество, а также объясняет сделку между США и советскими правительствами проигрышем в любой потенциальной ядерной войне.

### Глава 7. Соревновательные элементы: расширение таблицы, расширение холодной войны
Сэм Кин в основном делает упор на открытия последних элементов периодической таблицы. Гленн Сиборг и Альберт Гиорсо совместно работали в Калифорнийском университете в Беркли и нашли по крайней мере одну шестую часть элементов таблицы, больше всего элементов, чем кто-либо другой в истории. Обнаружение элементов включало в себя множество экспериментов, в которых одна маленькая ошибка могла испортить весь эксперимент и привести к потере тысяч долларов. Кин обсудил множество аргументов и споров, возникших из-за права наименования этих последних элементов. Русские учёные нашли элемент 104 в 1964 году до того, как это сделала команда из Беркли, а затем открыли элемент 105, но разногласия начались, когда обе команды нашли элемент 106 с разницей в несколько месяцев, и начались большие споры за право его назвать. Разногласия дошли до 1990-х годов, но споры и распри были настолько серьёзными, что ИЮПАК (Международный союз теоретической и прикладной химии) был вынужден дать окончательные названия. Они изучили данные обеих команд и составили список наименований. У обеих команд были списки желаемых названий. Сиборг был жив, когда в его честь был назван элемент, и это стало первым случаем, когда элемент был назван в честь человека при его жизни.

### Глава 8. Плохая химия
Автор обсуждает важность осознания деталей таблицы Менделеева. Таким образом можно было бы избежать двух величайших ошибок в истории науки, совершённых Лайнусом Полингом и Эмилио Сегре. Автор начинает обсуждение элемента 43, который якобы много раз обнаруживался разными учёными, но на самом деле впервые был обнаружен Эмилио Сегре. Затем он рассказывает об основных ошибках, которые сделал Лайнус Полинг, пытаясь определить истинную форму цепи ДНК. В то же время исследования Джеймса Уотсона, Фрэнсиса Крика и Розалинд Франклин привели к открытию истинного облика и формы цепи ДНК.

### Глава 9. Коридор отравителя: «Ой-ой»
Здесь обсуждаются такие элементы, как таллий, свинец, полоний, кадмий и висмут, также известные как ядовитые элементы. Говорится об огромном влиянии кадмия на Японию. Кадмий постоянно сбрасывали в воду, обычно при добыче цинка. Постоянные сбросы отходов в конечном итоге привели к отравлению рисовых растений загрязнённой водой. Это, как следствие, привело к развитию болезни, называемой «итай-итай» или ой-ой, при которой люди страдали ужасной болью, печёночной недостаточностью и сильно повреждали ослабленные кости. Людям потребовалось очень много времени, чтобы обнаружить связь между этой ужасной болезнью и ядовитой водой. Сэм Кин рассказал о таллии и способах его использования для убийства людей. Затем автор поведал, что висмут имеет период полураспада 20 миллиардов лет, это означает, что он будет жить больше, чем другие элементы.
Кин упоминает людей, которые экспериментировали с упомянутыми ядовитыми элементами, таких как Дэвид Хан, который пытался создать уран-233 на своём заднем дворе из лития от батарей и тория, и вскоре после этого был арестован за попытку. Кин упоминает Грэма Янга, который экспериментировал, добавляя этот элемент в еду и напитки людей. Его отправили в психиатрическую лечебницу, но когда он вышел, то продолжал травить людей. Он убил только троих из множества людей, которых он отравил.

### Глава 10. Возьми два элемента, позвони мне утром
Кин повествует о множестве различных применений элементов. Он обсуждает положительный эффект, который в своё время оказывал на офицеров приём пищи с серебряных блюд. Затем автор говорит о Тихо Браге, который потерял переносицу в пьяной дуэли на мечах в 1564 году. Тот заказал нос из серебра, и это было достойно с эстетической точки зрения, а также помогло избежать инфекций. Затем автор переходит к использованию меди. Он напоминает, что медь используется для сантехники, воздуховодов и труб в зданиях. Затем рассказывается о гадолинии, что он имеет неспаренные электроны, и это делает его одним из самых магнитных элементов и используется в современной науке, помогая МРТ обнаруживать опухоли. Гадолиний также может использоваться для атаки на раковые опухоли из-за его массива неспаренных электронов. Кин заявляет, что однажды это лекарство может помочь осуществить хирургическое исправление без каких-либо фактических хирургических вмешательств. Ближе к середине главы Кин обсуждает Луи Пастера и его выводы о хиральности. Пастер разработал пастеризацию и создал вакцину против бешенства. В конце этой главы Кин рассказывает о Герхарде Домагке и его вкладе в открытие первого антибактериального препарата.

### Глава 11. Как элементы обманывают
Кин рассказывает, как элементы обманывают. Он повествует о гибели технических специалистов НАСА во время симуляции. 19 марта 1981 года пять техников работали над симулятором космического корабля в штаб-квартире НАСА на мысе Канаверал для плановой проверки системы. Им разрешили войти в зону космического корабля, но через две секунды после этого все они упали наземь, и когда прибыла команда спасателей, только трое были спасены. Остальные умерли от аноксии из-за атмосферы чистого азота. Затем автор переходит к разговору о титане и его многочисленных применениях в имплантатах для предотвращения инфекции, а также о его обманчивых методах воздействия на рост костей. После этого Кин переходит к бериллию. Он утверждает, что при проглатывании он может казаться очень сладким, даже если он токсичен. Это также вызывает острую бериллиевую болезнь. Примером человека, у которого была эта болезнь, потому что он много работал с этим элементом, является Энрико Ферми. Когда он умер в возрасте 53 лет от пневмонии, его легкие были полностью раскрошены из-за бериллия. Кин завершает эту главу, обсуждая йод и его пользу для здоровья, слепоту Индии к пользе йода, и обсуждает соляной поход Махатмы Ганди.

### Глава 12. Политические элементы
Сэм Кин исследует взаимодействие элементов и политики. Затем Кин рассказывает о жизни и открытиях Марии и Пьера Кюри. В 1890-х годах Кюри начали свою известную работу с радиоактивными элементами. Их работа и открытия принесли Мари и Пьеру Кюри общую Нобелевскую премию по физике в 1903 году. Затем они обнаружили два новых радиоактивных элемента, полоний и радий, после кипячения урановой обманки. Они должны были получить ещё одну общую Нобелевскую премию, но Пьер умер, поэтому премию получила только Мария. Затем Кин рассказывает об их дочери Ирен Жолио-Кюри и её муже Фредерике Жолио-Кюри. Ирен нашла способ превращать элементы в искусственно радиоактивные, бомбардируя их субатомными частицами, и благодаря этому открытию в 1935 году она получила Нобелевскую премию. Позже она заболела лейкемией из-за того, что вдохнула содержимое взорвавшейся капсулы из своей лаборатории. Наконец, Кин упоминает о несправедливости по отношению к Лизе Мейтнер и её огромной работе с Отто Ганом. Они оба обнаружили элемент 91, известный как бревиум, впоследствии названный протактинием. Из-за того, что Лиза была женщиной и в связи с началом Второй мировой войны, она не была награждена ни тогда, ни позже. Отто Ган получил Нобелевскую премию и не упомянул её.

### Глава 13. Элементы как деньги
Сэм Кин рассказывает, об элементах, которые использовались в качестве валюты в прошлом, и сравнивает их с сегодняшней валютой, представляющей собой просто бумажные деньги и монеты, сделанные из цинка, меди и никеля. Затем Кин рассказывает об истории царя Мидаса и его «золотого прикосновения». После этого автор продолжает говорить о сходствах и различиях между медью и золотом. Автор обсуждает безумие, которое пришло с золотой лихорадкой и всеобщим поиском и желанием получить золото. Кин объясняет историю золотой лихорадки в Австралии в 1896 году и говорит о «золоте дураков».

### Глава 14. Художественные элементы
Кин объясняет симбиоз финансирования и науки. Он описывает, как по мере того, как наука становилась всё дороже, только хорошо финансируемые люди становились способны на великие открытия. Затем Кин обсуждает творчество Иоганна Вольфганга фон Гёте, писателя, занимающегося наукой и политикой. Наконец, Кин говорит о Роберте Лоуэлле, который был известен своим безумием и приступами. Но как только он получил лечение литием, он изменился, изменилась его работа и изменилась реакция людей на него.

### Глава 15. Элемент безумия
Кин знакомит с патологической наукой, упоминая Уильяма Крукса. Крукс потерял своего брата Филиппа в море, и семья Крукса была охвачена горем. Они обратились к спиритизму, чтобы разрешить своё горе. Крукс и его семья стали частыми участниками сеансов, чтобы попытаться общаться со своим братом. В 1874 году он опубликовал «Записки исследования явлений, называемых духовными», и его коллеги считали его сумасшедшим. В конце концов Крукс оставил духовные исследования и вернулся в науку, сосредоточившись на других темах. Затем Кин рассказывает об исследовании холодного синтеза, проведённом Стенли Понсом и Мартином Флейшманом. Холодный синтез должен был стать новым эффективным источником энергии без каких-либо выбросов. Понс и Флейшман открыли этот новый источник энергии и провели многие из экспериментов, чтобы подтвердить свои результаты, но ни один из их тестов не дал таких же результатов. Однако мужчины провели пресс-конференцию, чтобы объявить о своём новом открытии. Холодный синтез привлёк большое внимание, но оказался обманом.

### Глава 16. Путь химии, ниже нуля
Кин рассказывает историю экспедиции Роберта Фолкона Скотта на Южный полюс. Многие учёные пытались первыми достичь Южного полюса, но группа под руководством Руаля Амундсена уже достигла его. Команда Амундсена благополучно вернулась из путешествия, но команда Скотта задержалась на полюсе из-за снежных шквалов и потери топлива из-за низких температур. Роберт Фолкон Скотт и его товарищи погибли на Южном полюсе.
На протяжении всей главы Кин обсуждал элементы, которые подвергались воздействию экстремальных температур, чтобы получить подходящий вариант. Ксенон и криптон были подвергнуты воздействию низких температур до −240 °F (около -151 °C). Сэм Кин объясняет, как лазерные лучи производятся из иттрия и неодима (используются кристаллы иттрия с неодимом). В то время как лазеры излучают видимый свет, мазеры — нет, а вместо этого производят микроволны. Мазеры считались невозможными, однако Чарльз Таунс работал над ними, что принесло ему Нобелевскую премию в 1964 году.

### Глава 17. Наука пузырей
В этой главе Кин обсуждает пузыри и их исследование Дональдом Глазером. Кин заявляет, что это началось, когда Глейзер задумался о физике элементарных частиц, пока пил пиво и смотрел на пузырьки пива. Глазер хотел продолжить исследование того, как работают пузырьки, поэтому он построил камеру для пузырьков. Когда пиво не давало приемлемых пузырьков, он использовал жидкий азот. Исследования, которые он провёл с пузырьковой камерой, принесли ему Нобелевскую премию в возрасте тридцати трёх лет. Кин также пишет об Эрнесте Резерфорде и исследованиях радиоактивности, которые привели его к открытию нового элемента и бета-частиц. За это исследование и открытие он получил Нобелевскую премию в 1908 году.

### Глава 18. Инструменты смехотворной точности
Кин изучает перфекционизм в NIST (Национальный институт стандартов и технологий) и BIPM (Международное бюро мер и весов). Эти люди несут ответственность за длину секунды и многое другое. В этой главе Кин обсуждает прототип килограмма и металлического стержня в Париже, который, по-видимому, составляет ровно 1,0000 метра. Он также обсуждает нынешний способ определения времени в мире по сравнению со старым взглядом на звёзды и планеты.

### Глава 19. Выше (и за пределами) периодической таблицы
Наконец, в финале книги Сэм Кин говорит о франции, «магических элементах» и будущем периодической таблицы Менделеева. Максимальное количество франция, когда-либо добытое — это десять тысяч атомов, и их хватило всего на двадцать минут. Поскольку франций очень редок, его ещё труднее найти, чем астат. Если бы его было много, его высокий уровень радиации был бы смертельным. «Магические элементы», обнаруженные Марией Гёпперт-Майер, включают в себя особо стабильные элементы 2, 8, 20 и другие. Кин рассказывает об «Острове стабильности» и будущем периодической таблицы Менделеева. Существуют теории, что элемент 137 будет последним элементом, потому что теоретически любые элементы, превышающие 137, будет физически невозможно получить или создать, но наука может изменить это.

## Реакция критики
Критики восприняли «Исчезающую ложку» в основном положительно. Science News и Smithsonian похвалили работу за её привлекательность для широких кругов читателей и стиль, а также Science News отметили, что решение Кина рассматривать темы по периодам истории помогло «выявить, насколько поистине элементарны элементы, и объяснить, почему эта книга по химии привлекает внимание нехимиков». The New York Times была немного более критичной в своём обзоре, поскольку сочла, что текст был интересным, но слишком часто перескакивал с темы на тему.